# Palazzo Schio
| Imagem: Cidade de Vicenza e Villas de Palladio no Véneto | O Palazzo Schio está incluído no sítio "Cidade de Vicenza e Villas de Palladio no Véneto", Património Mundial da UNESCO. |  |

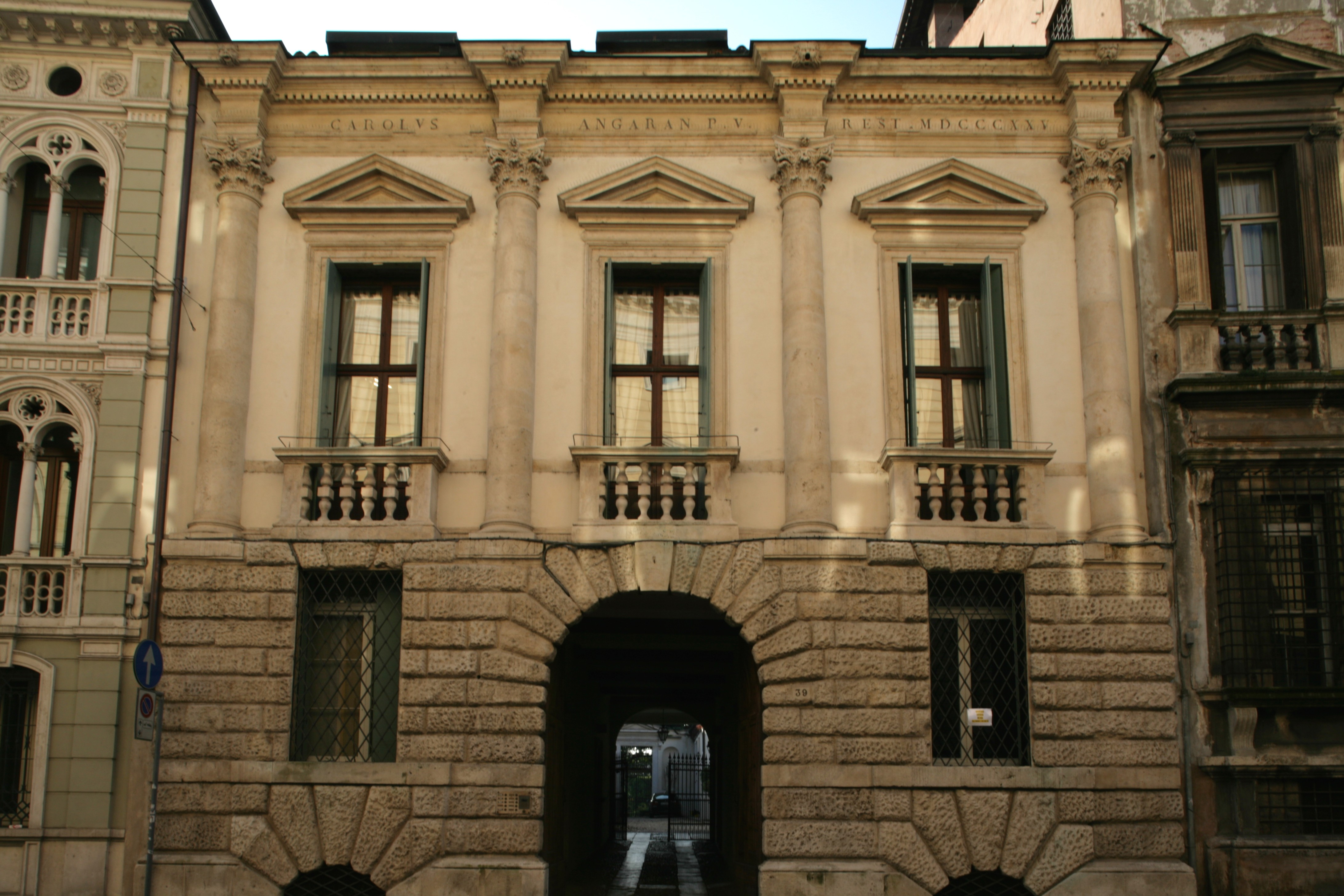
Fachada do Palazzo Schio.

O Palazzo Schio é um palácio quinhentista de Vicenza cuja fachada foi desenhada pelo arquitecto Andrea Palladio em 1560.

## História
Palladio projectou para Bernardo Schio a fachada da sua casa de Vicenza, nas proximidades da Ponte Pusterla, em 1560. Empenhado nas realizações venezianas, que naqueles anos o obrigaram a uma estadia quase permanente na capital, Palladio deve ter seguido distraidamente as obras, tanto que o pedreiro encarregado da realização interrompeu os trabalhos por falta de claras indicações.
Quando Bernardo morreu, a viúva não se mostrou interessada em concluir os trabalhos, os quais serão providenciados pelo irmão de Bernardo, Fabrizio, em 1574-1575, depois das pedras e materiais de construção terem estado por muito tempo amontoados no pátio.

## Descrição
A fachada de representação do palácio ao longo da rua é relativamente estreita. Para o tratamento do andar nobre (piano nobile), Palladio optou pela divisão em três arcos de igual largura, articulados por quatro semi-colunas com capitéis coríntios, livres aos três quartos da parede e cuja base se integra com o paramento do rodapé.
Os espaços entre as colunas são ocupados por três janelas com balcões salientes, cada uma delas encimada por um frontão triangular em forte saliência. Destinadas a iluminar o sótão, três janelas, conseguidas na cornija arquitravada e tapadas em 1825, ocupavam a extremidade superior. 
Por outro lado, a fachada é animada por um jogo de luzes e sombras, graças à articulação em vários estratos de profundidade pela utilização de colunas, molduras e balcões de janelas e frontões. O rodapé da base é revestido por um bugnato rústico; o arquitecto rompe a relativa monotonia da urdidura da cantaria graças ao arco do átrio de entrada e, sobretudo, aos motivos trapezoidais que cercam as duas aberturas laterais inferiores.

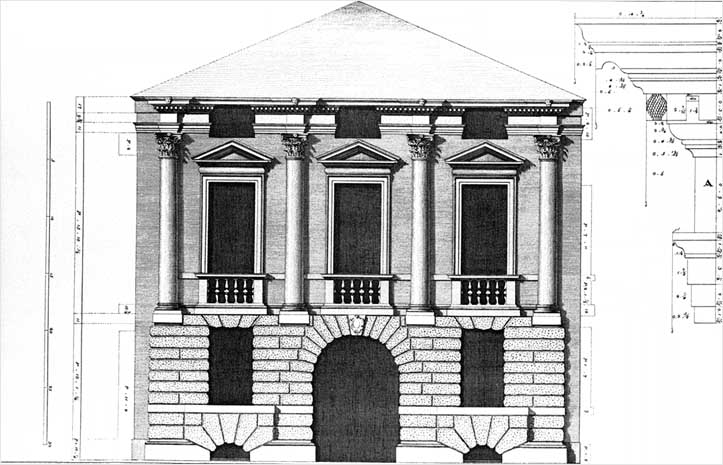
A fachada projectada por Palladio desenhada por Ottavio Bertotti Scamozzi, 1776
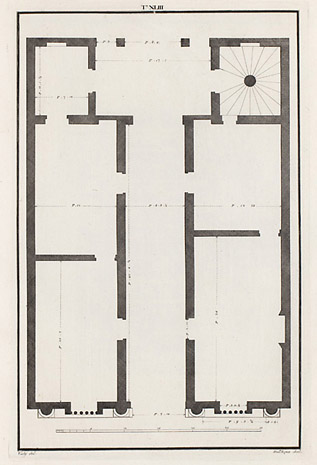
Planta do palácio, por Ottavio Bertotti Scamozzi, 1776
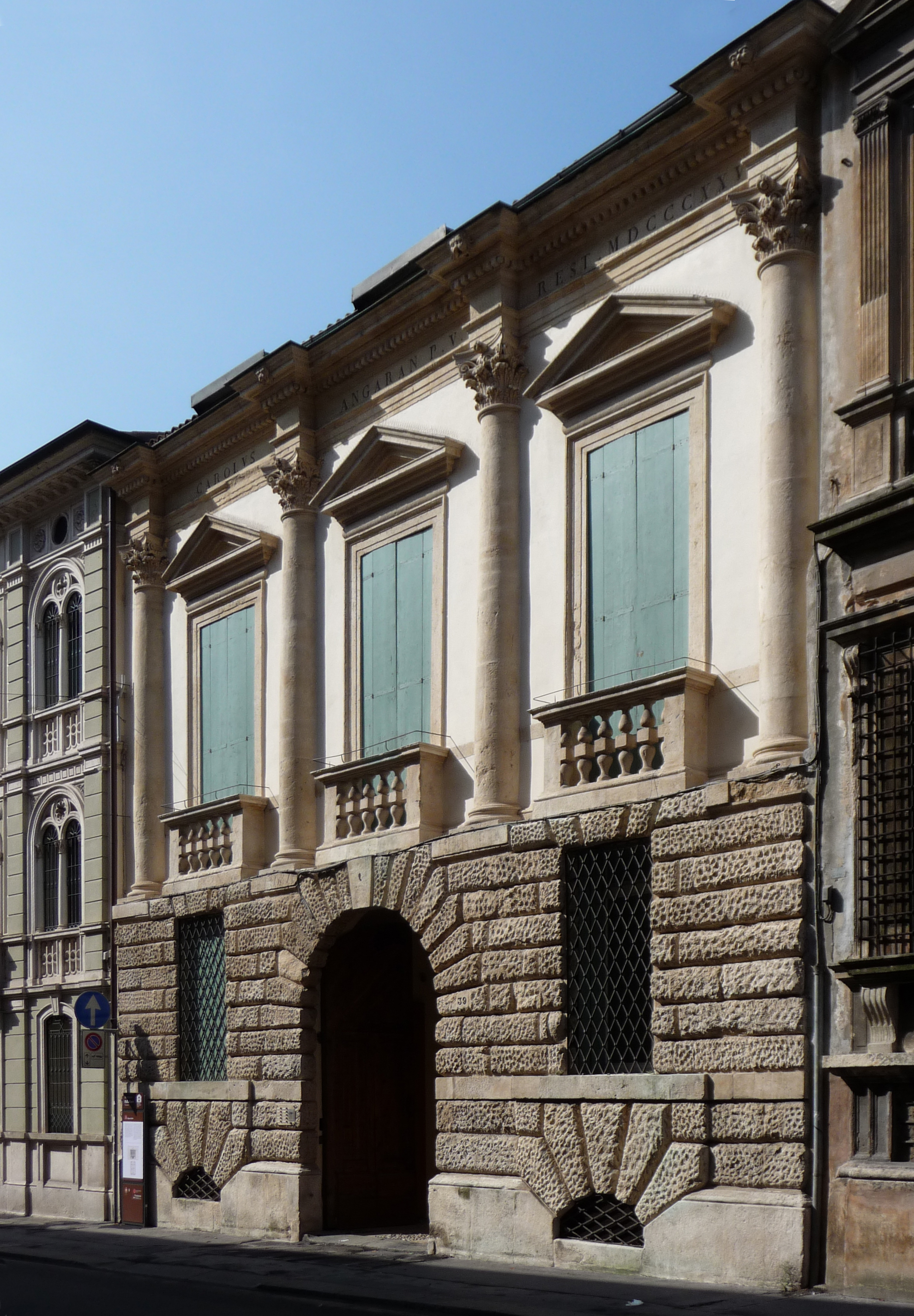
Fachada do Palazzo Schio
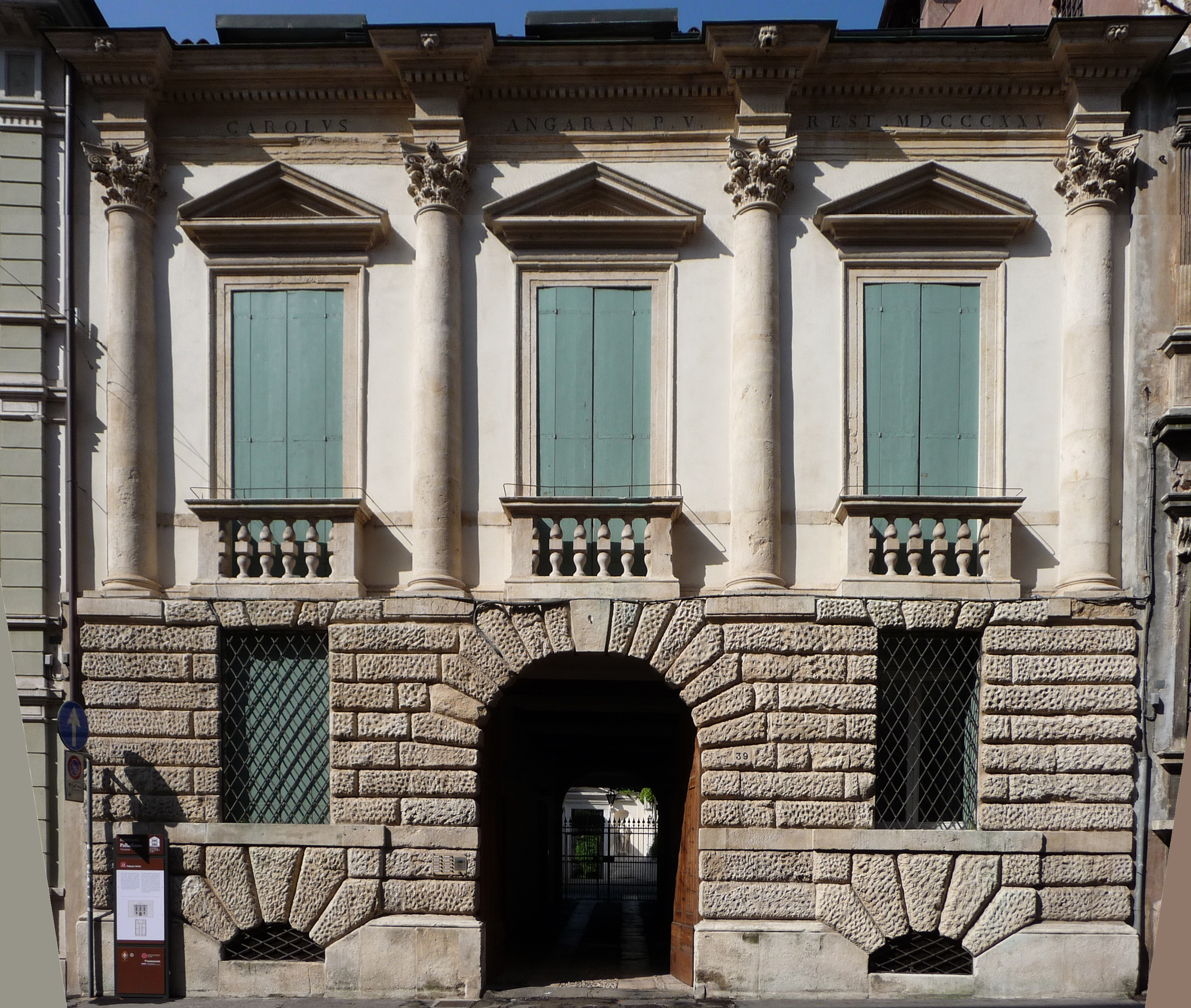
Fachada do palácio
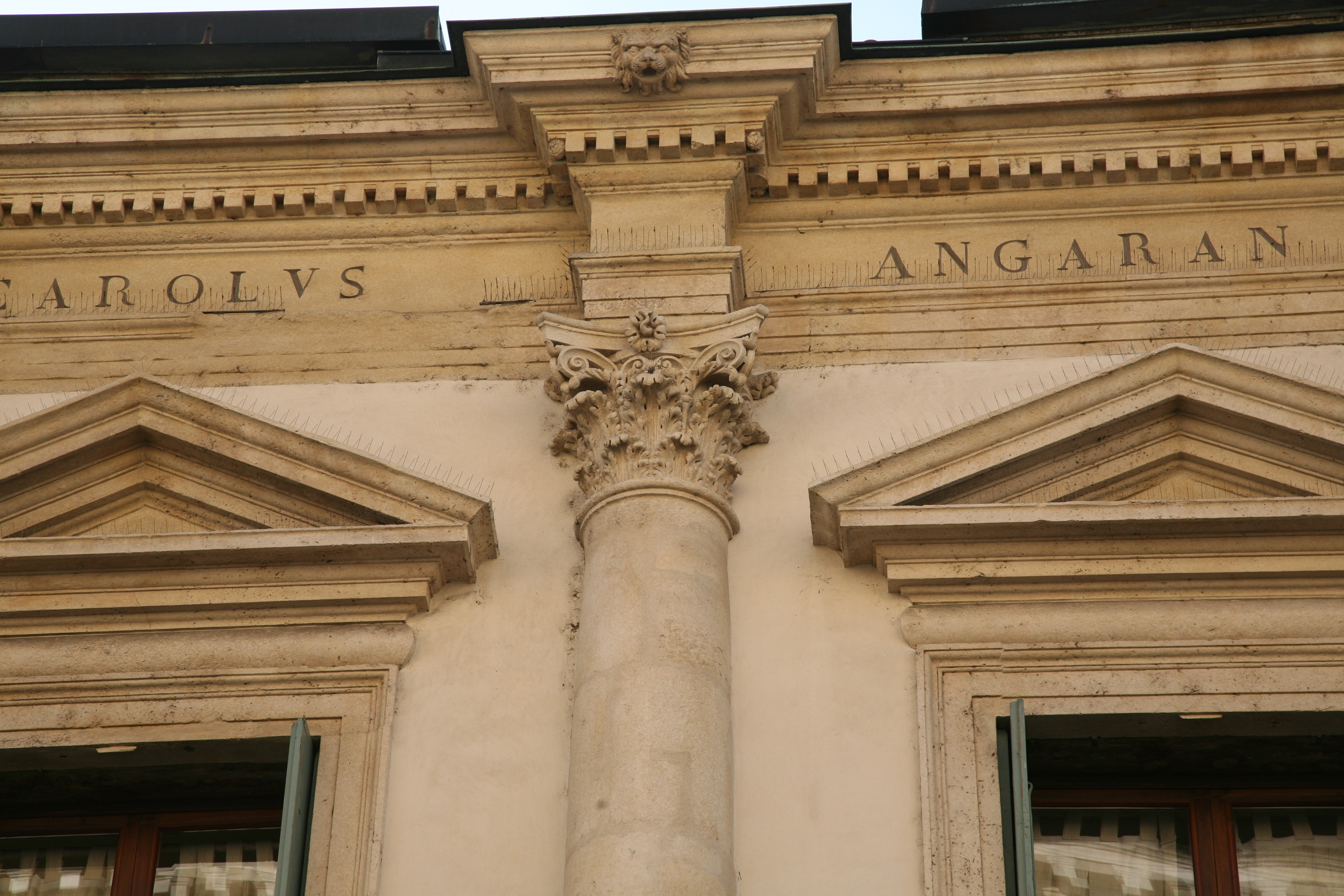
Detalhe da fachada